# 比薩共和國
比薩共和國（意大利文：Repubblica di Pisa；11世紀─1406年，1494年─1509年）是中世紀與文藝復興時期的獨立國家，位於今意大利中部托斯卡納的比薩市一帶。當時比薩是商業樞紐，其商人在地中海和意大利貿易中佔一席位，及至一個世紀後才被熱那亞取而代之。藉着臨海的優勢，比薩在11世紀達至權力頂峰，成為海權強國，也是意大利歷史上四個海上共和國之一。

## 崛起
中世纪中期，比薩是非常重要的商業中心，擁有一支強大的地中海海軍以及数量庞大的商船。1005年，艦隊攻陷意大利南部的雷焦卡拉布里亞，以便擴張勢力。撒拉森人以薩丁尼亞島和科西嘉島為基地，控制着地中海。比薩人亦與之衝突不斷。1017年，比薩與熱那亞結盟，擊敗撒拉森國王Mugahid，攻佔薩丁尼亞。經過這次勝利，比薩獲得了第勒尼安海的制海權。隨後，比薩人把熱那亞人逐出薩丁尼亞，兩個海上共和國之間的競爭與矛盾萌芽。1030-1035年間，比薩在西西里的數個敵方城鎮頻頻告捷，攻克北非的迦太基。1051年及翌年，艦隊司令Jacopo Ciurini佔領科西嘉，進一步激起熱那亞人的怨忿。1063年，比薩人與西西里島的諾曼人羅傑一世商討聯合攻打巴勒莫。當時，羅傑正帶兵征服西西里，前後三十多年。羅傑因為有約在先，拒絕了請求。比薩在進攻上得不到土地支援，最終失敗而還。
1060年，比薩與熱那亞展戰，首戰的勝利鞏固了其地中海的霸權地位。1077年，教宗額我略七世正式承認由比薩人提出的新「海洋法規及慣例」。皇帝亨利四世採納元老院建議，授予他們領事任命權。就像現況那樣，當時的侯爵已喪失權力。1092年，比薩獲烏爾班二世賦予主權，治理科西嘉和薩丁尼亞，並升格為大主教管區。1088年，比薩攻陷突尼西亞城市Mahdia。四年後，比薩和熱那亞的船艦協助阿方索六世，把席德從瓦倫西亞迫退。

## 衰落
1284年，梅洛里亞海戰爆發。在與熱那亞的交戰中，比薩軍艦盡毀，不少水兵被囚。1290年，敵方船艦攻擊比薩港，比薩受重創。
1399年，比薩成為維斯孔蒂家族的自治領，1402年售予佛羅倫斯。垂死反抗過後，比薩最終於1406年接受管治。

## 十字軍東征
一支由120首船艦組成的艦隊亦參與第一次十字軍東征。1099年，比薩人協助佔領了耶路撒冷。在前往聖地途中，船艦錯過了攻陷拜占庭帝國一些島嶼的時機。大主教Daibert率領比薩的十字軍戰士出征，他後來成為耶路撒冷的宗主教。
比薩和其他海上共和國藉着十字軍東征，在敍利亞、黎巴嫩及巴勒斯坦等東岸地區建立商棧和殖民地。其中，比薩人在Antiochia、英亩、雅法、的黎波里、泰尔、拉塔基亚及Accone先後殖民。他們亦擁有耶路撒冷和凱撒勒雅，乃至位於開羅、亞歷山卓及君士坦丁堡的小型殖民地（有較小的自治權）。他們獲拜占庭皇帝阿歷克塞一世授予專用繫船處和貿易權。在這些城市，比薩人享有特權和免稅權，一旦遇襲則須竭力防衛。12世紀，君士坦丁堡東部的比薩地區增長至一千人。比薩擊敗威尼斯，成為拜占庭最重要的商業與軍事同盟，歷時數十年。